# Seok Ji-Hyun
Seok Ji-Hyun (en coreano: 석지현; 16 de enero de 1990) es una deportista surcoreana que compitió en tiro con arco, en la modalidad de arco compuesto. Ganó dos medallas en el Campeonato Mundial de Tiro con Arco al Aire Libre, plata en 2009 y bronce en 2011.

## Palmarés internacional
| Campeonato Mundial al Aire Libre | Campeonato Mundial al Aire Libre | Campeonato Mundial al Aire Libre | Campeonato Mundial al Aire Libre |
| Año                              | Lugar                            | Medalla                          | Prueba                           |
| -------------------------------- | -------------------------------- | -------------------------------- | -------------------------------- |
| 2009                             | Ulsan (Corea del Sur)            | Medalla de plata                 | Equipo                           |
| 2011                             | Turín (Italia)                   | Medalla de bronce                | Equipo mixto                     |